# Fuckmatiè World Rally Team
Il Fuckmatiè World Rally Team (solitamente abbreviato in F.W.R.T.) è il team con il quale Lorenzo Bertelli disputa il Campionato del mondo rally 2015, al volante di una Ford Fiesta RS WRC.
Nel 2014, quanto lo stesso pilota italiano disputava il campionato di WRC-2, il team ha ottenuto una vittoria di categoria nel Rally di Sardegna. A fine stagione i podi totali saranno quattro. E Lorenzo Bertelli conclude terzo in campionato.
Dalla stagione 2015 il team fa il suo debutto nel Mondiale WRC.

## Vetture utilizzate
Dal campionato del mondo rally 2015 il team corre con vetture WRC.
- Ford Fiesta R5 (WRC2 - 2014)
- Ford Fiesta RRC (WRC2 - 2014)
- Ford Fiesta RS WRC (WRC - 2015)
- Ford Fiesta WRC (WRC - 2017-2021)
- Ford Puma Rally1 (WRC - 2022)
- Toyota GR Yaris Rally1 (WRC - 2023-2024)